# Mamerto (nome)
Mamerto  è un nome proprio di persona italiano maschile.

## Varianti
- Maschili: Mamerte[1]
- Femminili: Mamerta[2]

### Varianti in altre lingue
- Catalano: Mamert
- Francese: Mamert
- Greco antico: Μάμερτος (Mamertos)[3]
- Latino: Mamertus[1][3], Mamertes[1]
- Polacco: Mamert
- Portoghese: Mamerto
- Spagnolo: Mamerto

## Origine e diffusione
Nome di scarsissima diffusione, ricordato solo per il santo così chiamato, risale al latino Mamertus, un nome teoforico riferito al dio Mamers, l'equivalente osco di Marte; può quindi essere interpretato come "consacrato a Mamers".

## Onomastico

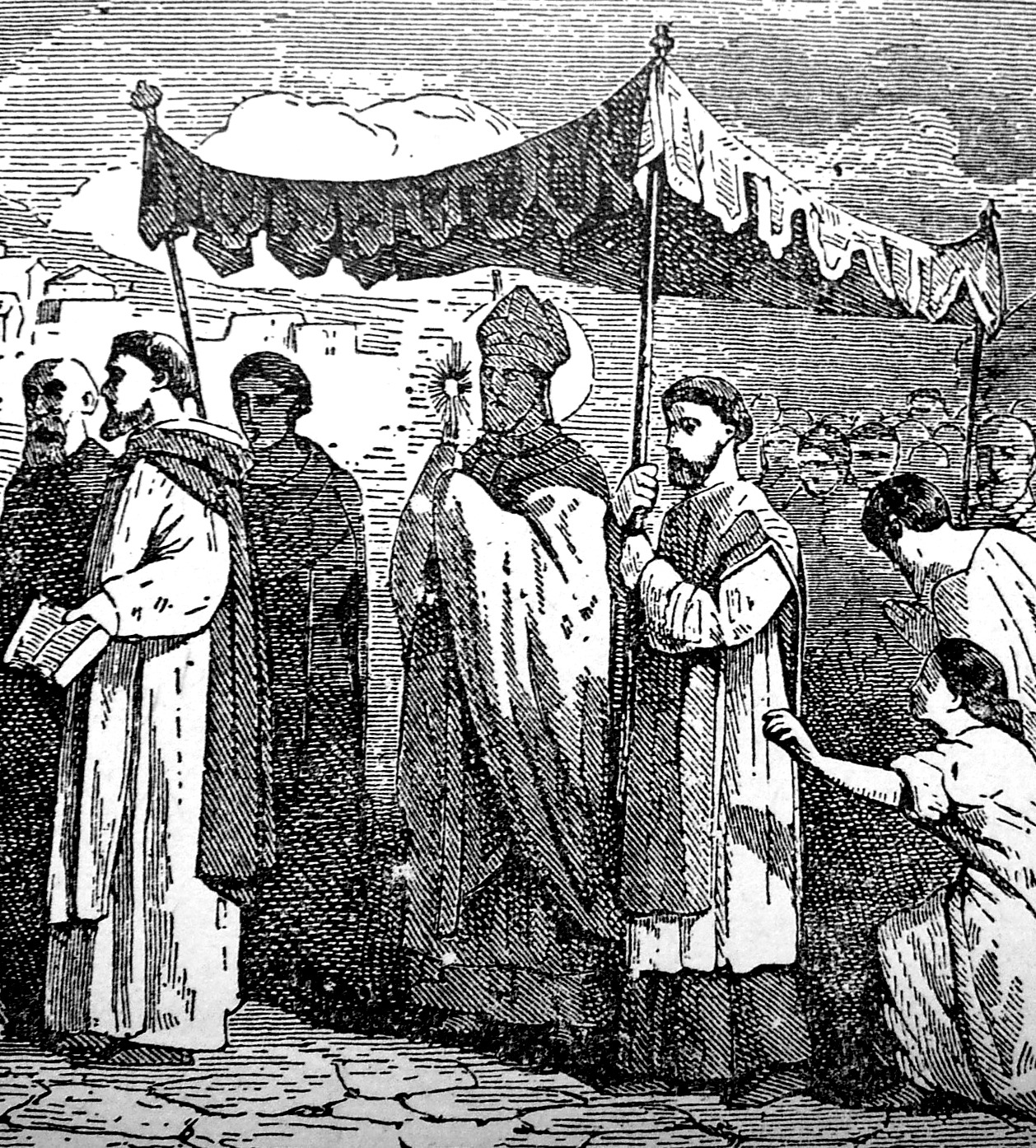
Illustrazione raffigurante san Mamerto

L'onomastico viene festeggiato l'11 maggio in onore di san Mamerto, vescovo di Vienne nel V secolo.

## Persone
- Mamerto di Vienne, arcivescovo e santo francese
- Claudiano Mamerto, scrittore, teologo e filosofo romano